# Municipio de North Henderson
El municipio de North Henderson (en inglés: North Henderson Township) es un municipio ubicado en el condado de Mercer en el estado estadounidense de Illinois. En el año 2010 tenía una población de 421 habitantes y una densidad poblacional de 4,64 personas por km².

## Geografía
El municipio de North Henderson se encuentra ubicado en las coordenadas 41°6′28″N 90°29′38″O / 41.10778, -90.49389. Según la Oficina del Censo de los Estados Unidos, el municipio tiene una superficie total de 90.64 km², de la cual 90,64 km² corresponden a tierra firme y (0 %) 0 km² es agua.

## Demografía
Según el censo de 2010, había 421 personas residiendo en el municipio de North Henderson. La densidad de población era de 4,64 hab./km². De los 421 habitantes, el municipio de North Henderson estaba compuesto por el 98,57 % blancos y el 1,43 % eran de una mezcla de razas. Del total de la población el 1,19 % eran hispanos o latinos de cualquier raza.